# Afec
Afec fou una ciutat de Canaan prop de la moderna Pétah Tiqvà a Israel. Al segle xiii aC apareix governada per un príncep anomenat Haya. Vers la meitat del segle xiii aC fou saquejada pels filisteus, que van capturar l'Arca de l'Aliança, i va passar a Asdod. Vers el 990 aC va passar a Israel.